# Liste der Mitglieder der American Academy of Arts and Sciences/1970
Im Jahr 1970 wählte die American Academy of Arts and Sciences 141 Personen zu ihren Mitgliedern.

## Neugewählte Mitglieder
- Don Cameron Allen (1903–1972)
- Bruce Nathan Ames (1928–2024)
- Francis Michael Bator (1925–2018)
- Richard Reeve Baxter (1921–1980)
- David Lionel Bazelon (1909–1993)
- Marver Hillel Bernstein (1919–1990)
- Richard Barry Bernstein (1923–1990)
- Arne Karl August Beurling (1905–1986)
- Eric Albert Blackall (1914–1989)
- Bernhard Walter Blume (1901–1978)
- Fernand Paul Braudel (1902–1985)
- Herbert Whittaker Briggs (1900–1990)
- Asa Briggs (1921–2016)
- Andrew Felton Brimmer (1926–2012)
- Bernard Flood Burke (1928–2018)
- Edward Hallett Carr (1892–1982)
- Americo Castro (1885–1972)
- Luigi Luca Cavalli-Sforza (1922–2018)
- Henry Chadwick (1920–2008)
- Carlos Chagas (1910–2000)
- Carleton Burke Chapman (1915–2000)
- Ansley Johnson Coale (1917–2002)
- George Constantin Cotzias (1918–1977)
- George Brownlee Craig (1930–1995)
- Maurice William Cranston (1920–1993)
- Emilio Quincy Daddario (1918–2010)
- Gérard Debreu (1921–2004)
- James Lafayette Dickey (1923–1997)
- Lester Reynold Dragstedt (1893–1975)
- Otis Dudley Duncan (1921–2004)
- Charles Eames (1907–1978)
- Harry Eckstein (1924–1999)
- Henry Ehrenreich (1928–2008)
- Edward Kennedy Ellington (1899–1974)
- Murray Barnson Emeneau (1904–2005)
- Albert Edward John Engel (1916–1995)
- Andre-Jean Festugiere (1898–1983)
- Marshall Fixman (1930–2016)
- Charles Frankel (1917–1979)
- William Klaas Frankena (1908–1994)
- Alexander Naumovich Frumkin (1895–1976)
- Max Gluckman (1911–1975)
- Alexey Lvovitch Goldenweiser (1911–2003)
- Carl William Gottschalk (1922–1997)
- Sam Granick (1909–1977)
- Nicholas John Grant (1915–2004)
- Günter Grass (1927–2015)
- Cecil Howard Green (1900–2003)
- Henry Harris (1925–2014)
- Felix Michael Haurowitz (1896–1987)
- Alexander Heard (1917–2009)
- Sigurdur Helgason (1927–2023)
- Sterling Brown Hendricks (1902–1981)
- Leon Alma Heppel (1912–2010)
- George Howard Herbig (1920–2013)
- Abraham Joshua Heschel (1907–1972)
- William Redington Hewlett (1913–2001)
- Howard Scott Hibbett (1920–2019)
- Robert Hofstadter (1915–1990)
- Norman Harold Horowitz (1915–2005)
- John Dove Isaacs (1913–1980)
- George McTurnan Kahin (1918–2000)
- Armin Dale Kaiser (1927–2020)
- Edgar Fosburgh Kaiser (1908–1981)
- Samuel Karlin (1924–2007)
- Donald Lawrence Keene (1922–2019)
- Martin Kilson (1931–2019)
- Edward Fred Knipling (1909–2000)
- Leszek Kolakowski (1927–2009)
- Kazuo Kondo (1911–2001)
- Jerzy Konorski (1903–1973)
- Leslie Stephen George Kovasznay (1918–1980)
- Mark Grigorievich Krein (1907–1989)
- Henry George Kunkel (1916–1983)
- Philip B. Kurland (1921–1996)
- Charles Philippe Leblond (1910–2007)
- Leon Max Lederman (1922–2018)
- Richard Levins (1930–2016)
- Raimundo Lida (1908–1979)
- Robert Jay Lifton (* 1926)
- Leon Samuel Lipson (1921–1996)
- Norman Mailer (1923–2007)
- Emanuel Margoliash (1920–2008)
- Peter Robert Marler (1928–2014)
- Edward Archibald Mason (1924–2010)
- Donald Rowe Matthews (1925–2007)
- Ernest Richard May (1928–2009)
- Henry Farnham May (1915–2012)
- Jerrold Meinwald (1927–2018)
- Everett Irwin Mendelsohn (1931–2023)
- Joseph Hillis Miller (1928–2021)
- Alberto Monroy (1913–1986)
- Yuval Ne’eman (1925–2006)
- William Duwayne Neff (1912–2002)
- Pablo Neruda (1904–1973)
- Richard Reinhold Niebuhr (1926–2017)
- Irwin Oppenheim (1929–2014)
- Eugene Newman Parker (1927–2022)
- William Dale Phillips (1925–1993)
- Alfred Brian Pippard (1920–2008)
- John Harold Plumb (1911–2001)
- Georges Poulet (1902–1991)
- David Marshall Prescott (1926–2011)
- Roy Radner (1927–2022)
- Gopalasamudram Narayana Ramachandran (1922–2001)
- George William Rathjens (1925–2016)
- Werner Ernst Reichardt (1924–1992)
- Martin Ryle (1918–1984)
- Vikram Ambalal Sarabhai (1919–1971)
- Arthur Leonard Schawlow (1921–1999)
- David Murray Schneider (1918–1991)
- Gershom Gerhard Scholem (1897–1982)
- John Robert Schrieffer (1931–2019)
- Arnold Eric Sevareid (1912–1992)
- Judith Nisse Shklar (1928–1992)
- George Pratt Shultz (1920–2021)
- Oktay Sinanoglu (1935–2015)
- Lawrence Basil Slobodkin (1928–2009)
- Lloyd Hollingsworth Smith (1924–2018)
- Frantisek Sorm (1913–1980)
- Isaac Stern (1920–2001)
- Valentine Louis Telegdi (1922–2006)
- Stephen Marsh Tenney (1922–2000)
- Charles Allen Thomas Jr. (1927–2009)
- John Verhoogen (1912–1993)
- Georg Henrik Von Wright (1916–2003)
- Charles Walter Wagley (1913–1991)
- Ronald Noel Walpole (1903–1986)
- Jui Hsin Wang (1921–2016)
- Earl Reeves Wasserman (1913–1973)
- Eric Weil (1904–1977)
- Gian Carlo Wick (1909–1992)
- Maurice Hugh Frederick Wilkins (1916–2004)
- Geoffrey Wilkinson (1921–1996)
- Donald Melvin Wilson (1932–1970)
- John Tuzo Wilson (1908–1993)
- Owen Meredith Wilson (1909–1998)
- Thomas Hastings Wilson (1925–2015)
- Jacob Wolfowitz (1910–1981)
- Leo Zippin (1905–1995)
- Solly Zuckerman (1904–1993)